# Kirchenbezirk Marbach
Der Evangelische Kirchenbezirk Marbach ist einer von 43 Kirchenbezirken bzw. Kirchenkreisen der Evangelischen Landeskirche in Württemberg. Sein Gebiet ist deckungsgleich mit dem Dekanat Marbach.

## Geographie
Der Kirchenbezirk Marbach liegt in der nördlichen Mitte der württembergischen Landeskirche. Sein Gebiet umfasst den Nordosten des Landkreises Ludwigsburg, also das Gebiet der politischen Städte und Gemeinden Affalterbach, Benningen am Neckar, Erdmannhausen, Großbottwar, Marbach am Neckar, Mundelsheim, Murr, Oberstenfeld, Pleidelsheim und Steinheim an der Murr, ferner die Gemeinde Abstatt, die Stadt Beilstein und den Ortsteil Auenstein der Gemeinde Ilsfeld (alle Landkreis Heilbronn) und die Gemeinde Kirchberg an der Murr im Rems-Murr-Kreis.

### Nachbarkirchenbezirke
Der Kirchenbezirk Marbach grenzt an folgende Kirchenbezirke (im Uhrzeigersinn beginnend im Nordwesten): Heilbronn, Weinsberg, Backnang und Waiblingen (alle Prälatur Heilbronn) sowie Ludwigsburg und Besigheim (beide Prälatur Stuttgart).

## Geschichte

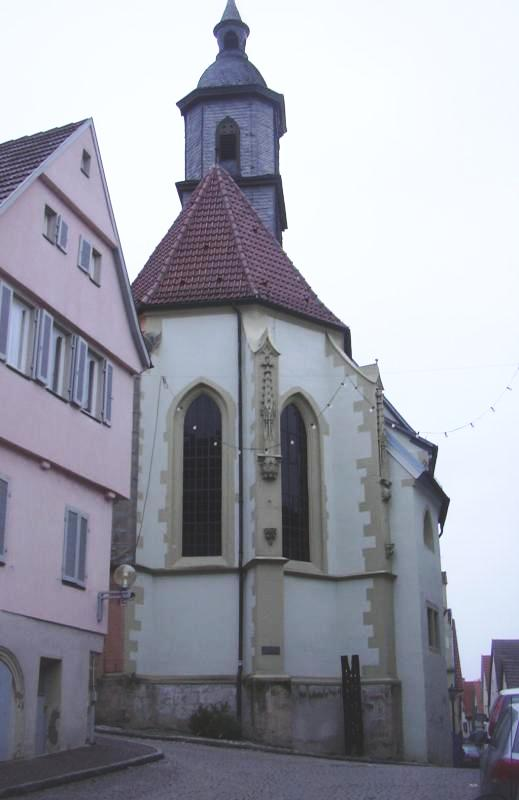
Stadtkirche Marbach am Neckar

Das Dekanat Marbach (damalige Bezeichnung Spezialsuperintendentur) wurde 1547, wenige Jahre nach Einführung der Reformation in Württemberg gegründet. Es gehört damit zu den ältesten Dekanaten der württembergischen Landeskirche. Ab 1577 gehörte es zum Generalat Adelberg und seit 1810 zum Generalat Heilbronn, aus dem die heutige Prälatur Heilbronn hervorging. Von 1992 bis 2003 gehörte das Dekanat Marbach zur Prälatur Ludwigsburg, seither zur Prälatur Stuttgart. Das Gebiet des Dekanats Marbach war im Wesentlichen deckungsgleich mit dem Oberamt Marbach, das 1938 aufgehoben wurde.
Infolge dieser Auflösung, welche mit der Auflösung weiterer Kreise bzw. Oberämter in Württemberg 1939 einherging, wurden auch die kirchlichen Verwaltungsbezirke teilweise neu gegliedert. So wurden mit Wirkung vom 1. April 1939 die Kirchengemeinden Erbstetten und Kleinaspach in den Kirchenbezirk Backnang umgegliedert. Bis 1954 gehörte auch die Kirchengemeinde Burgstall und bis 1989 die Kirchengemeinde Weiler zum Stein zum Kirchenbezirk Marbach. Durch Bekanntmachung des Oberkirchenrats vom 13. April 1954 wurde die Kirchengemeinde Burgstall ebenfalls in den Kirchenbezirk Backnang und mit Wirkung vom 1. Januar 1990 die Kirchengemeinde Weiler zum Stein in den Kirchenbezirk Waiblingen umgegliedert.

## Leitung des Kirchenbezirks
Die Leitung des Kirchenbezirks obliegt der Bezirkssynode, dem Kirchenbezirksausschuss (KBA) und dem Dekan. Derzeitiger Dekan ist seit 2018 Ekkehard Graf, der zugleich einer der Pfarrer in Marbach am Neckar ist. Vorsitzender der Bezirkssynode des Kirchenbezirks Marbach ist seit 2014 Reiner Knödler aus Auenstein.

### Dekane des Kirchenbezirks Marbach
- 1804–1828 Johann Friedrich Roos
- 1829–1851 August Ludwig Schelling
- 1851–1862 Christian Friedrich Kling (1800–1862)
- 1862–1863 Karl Friedrich Schelling
- 1863–1869 Georg Heinrich von Merz (1816–1893)
- 1869–1894 Reinhard Friedrich Härlin
- 1895–1904 Richard Georg Albert Färber
- 1904–1911 Karl Wunderlich
- 1911–1924 Reinhold Vollmer (1866–1946)
- 1925–1933 Emil Mildenberger
- 1933–1947 Heinrich Pfisterer (1877–1947)
- 1947–1960 Otto Gruber (1896–1970)
- 1960–1972 Heinz Dauber (1911–1997)
- 1972–1980 Gerhard Müller (1923–1980)
- 1981–1991 Friedrich Necker (1928–2015)
- 1991–2005 Otto Ziegler (* 1941)
- 2005–2018 Heinz-Werner Neudorfer (* 1952)
- seit 2018 Ekkehard Graf (* 1967)

## Kirchengemeinden
Im Kirchenbezirk Marbach gibt es insgesamt 19 Kirchengemeinden. Gesamtkirchengemeinden gibt es hier nicht mehr. Bis 2005 gab es noch 21 Kirchengemeinden, seither gab es Fusionen. Die jeweils in Klammern hinter dem Namen der Kirchengemeinde angegebenen Gemeindegliederzahlen beziehen sich auf das Jahr 2018 und sind gerundet.
Das Gebiet des Kirchenbezirks Marbach gehört zum alten Kernland Württemberg, wo ab 1534 die Reformation eingeführt wurde. Daher ist das gesamte Gebiet überwiegend evangelisch geprägt. Infolgedessen gibt es auch in jedem Dorf eine evangelische Kirchengemeinde und meist auch eine alte Kirche. Katholiken zogen in allen Orten überwiegend erst nach dem Zweiten Weltkrieg zu.

### Kirchengemeinde Abstatt

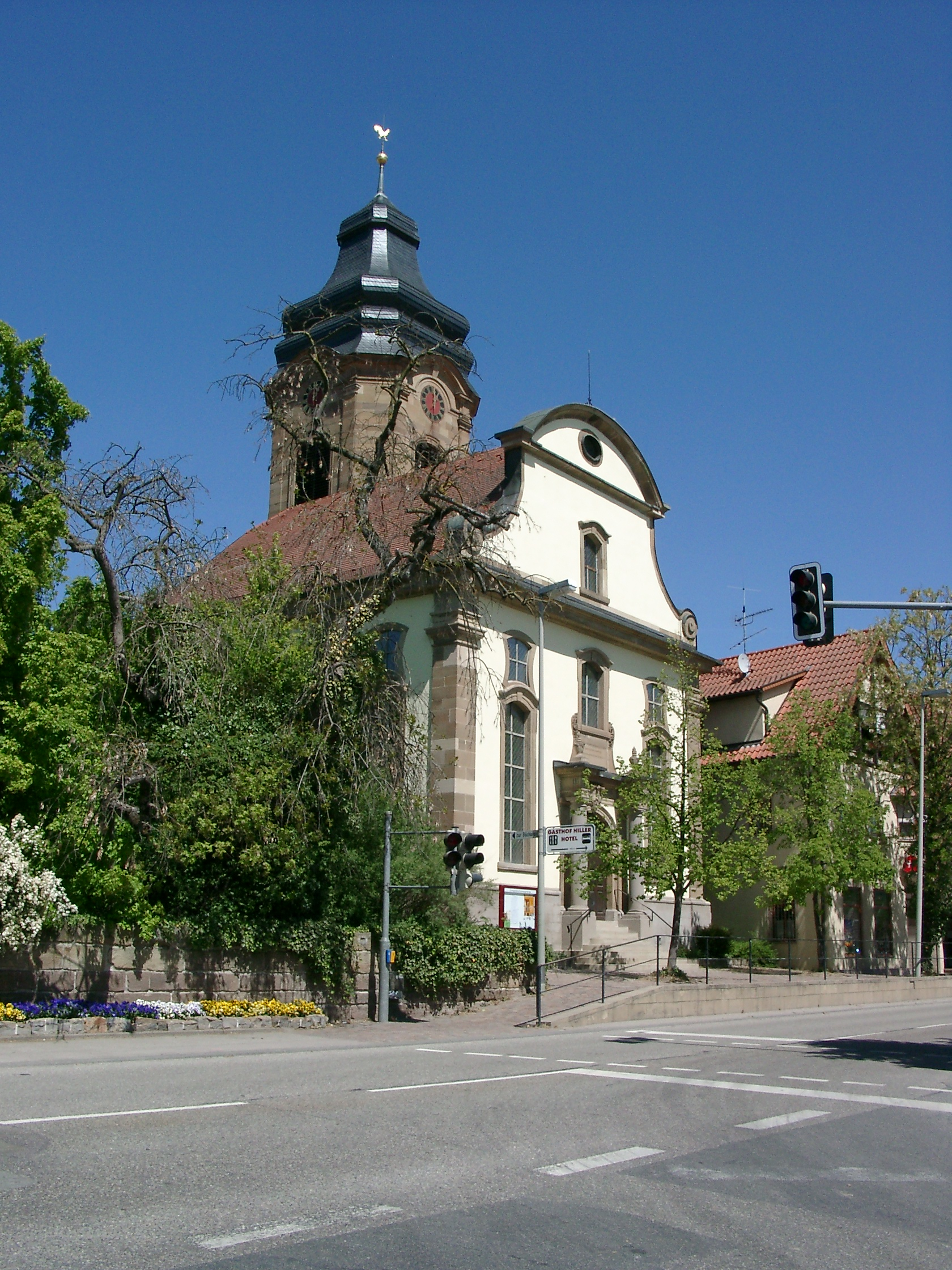
Stephanuskirche Abstatt

Die Kirchengemeinde Abstatt umfasst den Hauptort der Gemeinde Abstatt im Landkreis Heilbronn. Die zu Abstatt gehörigen Weiler Happenbach und Vohenlohe gehören zu den Nachbarkirchengemeinden Untergruppenbach und Unterheinriet (beide Kirchenbezirk Heilbronn). Abstatt war bis zur Reformation eine Filiale von Ilsfeld, dann von Auenstein. Die heutige evangelische Stephanuskirche wurde 1766 im barocken Stil erbaut und nach einem Brand 1899 erneuert. Im Kern ist die Kirche aber älteren Datums. Der Ort erhielt später eine eigene Pfarrei und bildet wohl seit Ende des 19. Jahrhunderts eine eigene Kirchengemeinde.

### Kirchengemeinde Affalterbach

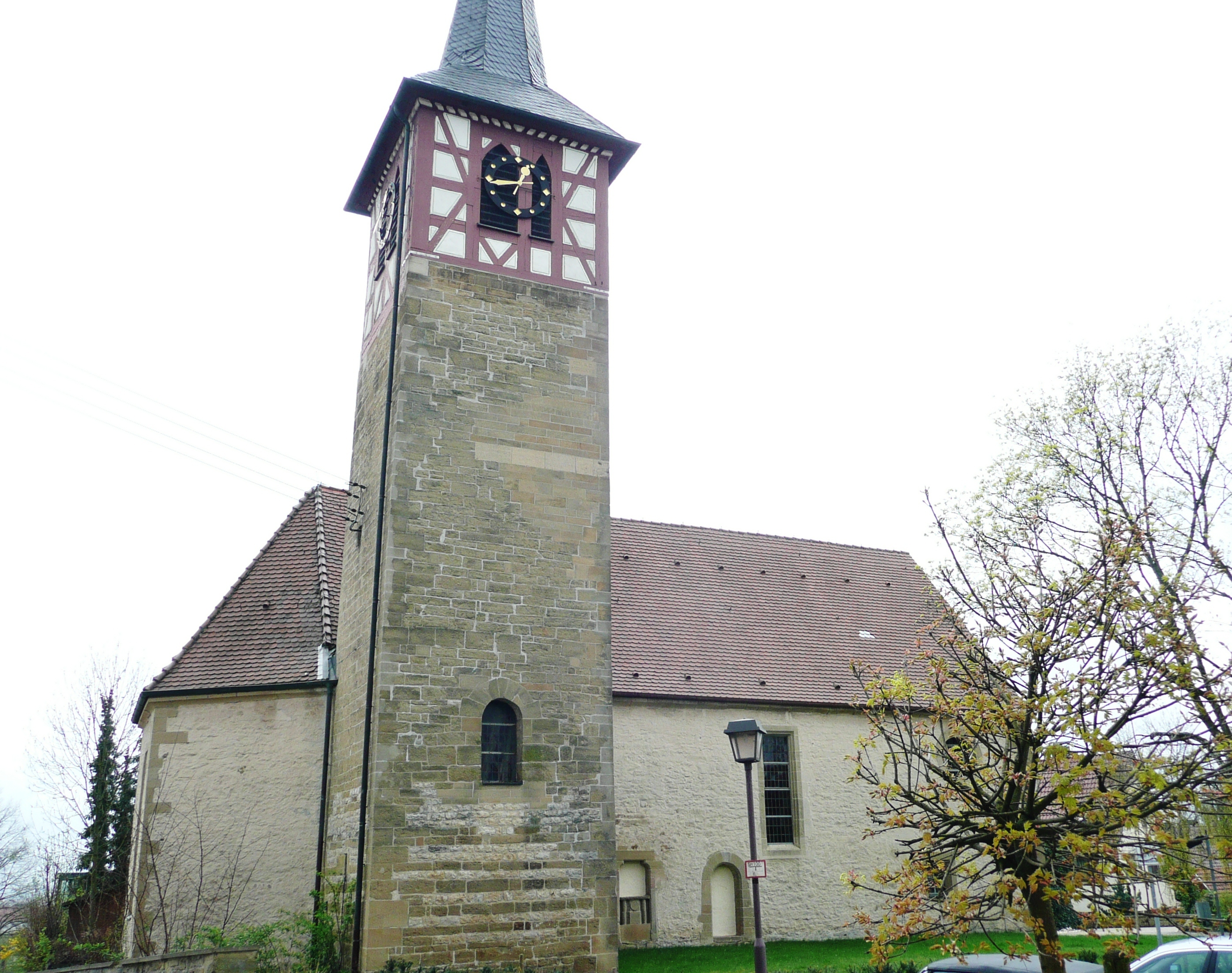
Martinskirche Affalterbach

Die Kirchengemeinde Affalterbach umfasst die Gemeinde Affalterbach. Die dem Hl. Martin geweihte Kirche ist eine mittelalterliche Wehrkirche. Das Untergeschoss des Turms stammt aus dem 11./12. Jahrhundert, der Chor ist spätgotisch, das Schiff teilweise älter. Im Innern gibt es Wandmalereien. 1765 wurde die Kirche erweitert.

### Kirchengemeinde Auenstein

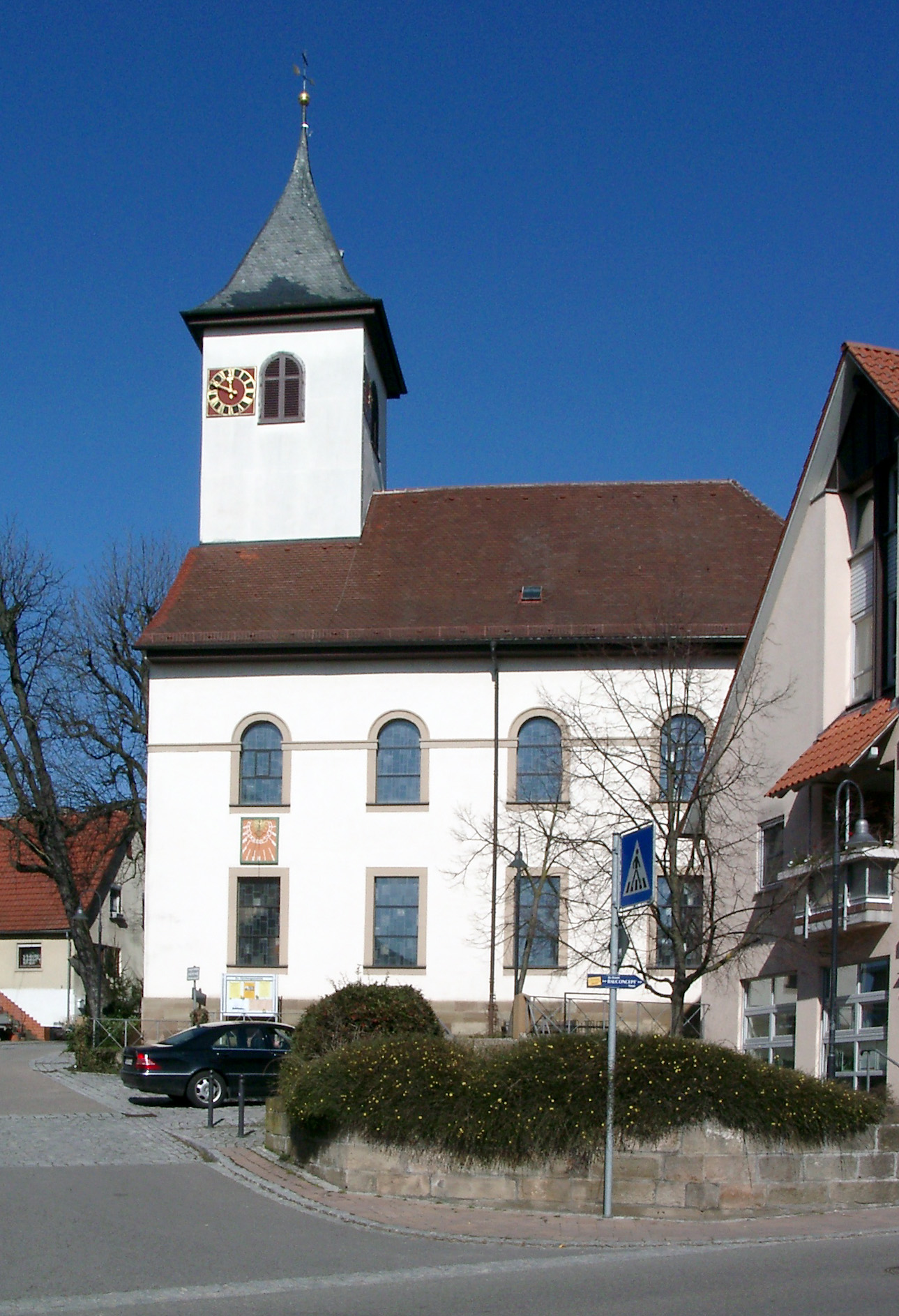
Evang. Kirche Ilsfeld-Auenstein

Die Kirchengemeinde Auenstein umfasst den Ortsteil Auenstein der Gemeinde Ilsfeld im Landkreis Heilbronn mit dem Weiler Abstetterhof, der bis 1935 zum Großbottwarer Stadtteil Winzerhausen gehörte und mit Wirkung vom 1. April 1936 von der Kirchengemeinde Winzerhausen losgelöst und der Kirchengemeinde Auenstein zugeordnet wurde.
Bis 1938 gehörte Auenstein zum Oberamt Marbach. Der Hauptort Ilsfeld bildet mit dem Ortsteil Schozach die Kirchengemeinde Ilsfeld im Kirchenbezirk Heilbronn. Diese beiden Orte gehörten bis 1938 zum Oberamt Besigheim. Auenstein war in früher Zeit eine Filiale von Ilsfeld. Eine Kapelle St. Jakob wurde 1453 erstmals erwähnt. Nach der Reformation erhielt Auenstein einen eigenen Pfarrer. Die heutige Jakobuskirche wurde 1832 anstelle eines älteren Vorgängerbauwerks als Querkirche im Kameralamtsstil mit Dreiseitenempore und Ausrichtung auf die Nordkanzel errichtet. Über dem Westportal erhebt sich ein Dachreiter. Für die Nordfenster beidseits der Kanzel schuf der Künstler Rudolf Yelin d. J. 1932/36 farbige Bleiglasfenster mit biblischen Szenen und Zitaten. Sie wurden Ende der 1960er Jahre durch Klarverglasung ersetzt. Kriegsschäden von 1945 konnten im Folgejahr beseitigt werden. 1948 wurde unter Verwendung des schmuckvollen Barockgehäuses des Rückpositivs der Vorgängerkirche eine neue Orgel der Ludwigsburger Orgelbaufirma Walcker eingebaut. Bei der Innenrenovierung 1968/69 wurde die historische Raumkonzeption einer Querkirche zur Längskirche mit Entfernen der Süd- und Ostempore, neuer Ausrichtung auf Altar und Kanzel vor der nun zugemauerten, fensterlosen Ostwand verändert: Der Stuttgarter Künstler Christian Oehler (1909–1986) schuf dort die beiden Betonglasfenster „Leid, Kreuz, Auferstehung“ und „Taufe“.
Bis 1971 gehörte auch Wüstenhausen (Gemeinde Ilsfeld) zur Kirchengemeinde Auenstein. Mit Wirkung vom 5. Dezember 1971 wurde Wüstenhausen in den Kirchenbezirk Heilbronn umgegliedert und der Kirchengemeinde Untergruppenbach zugeordnet.

### Kirchengemeinde Beilstein-Billensbach

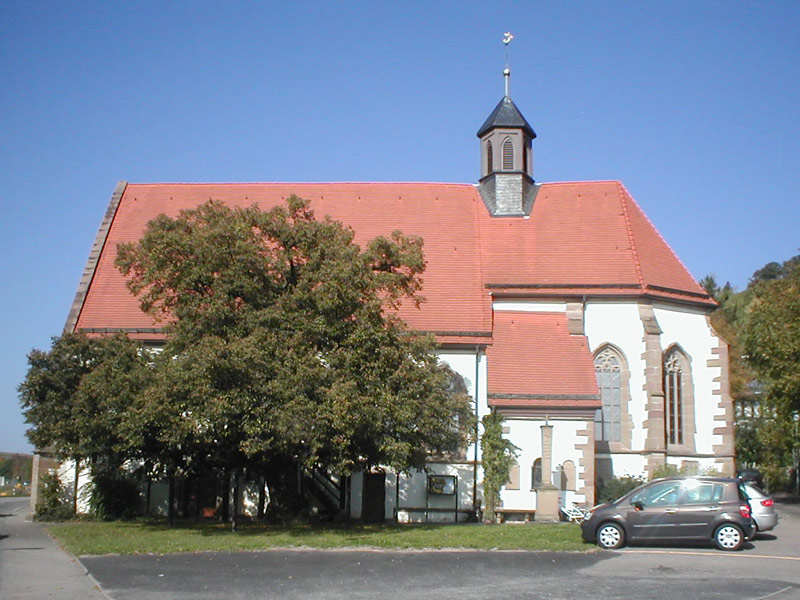
Evang. Annakirche Beilstein

Die Kirchengemeinde Beilstein-Billensbach umfasst die Stadt Beilstein mit allen zugehörigen Weilern im Landkreis Heilbronn, wobei der Stadtteil Schmidhausen erst durch Bekanntmachung des Oberkirchenrats vom 26. Mai 1983 von der Kirchengemeinde Gronau in die seinerzeit bestehende Kirchengemeinde Beilstein umgegliedert wurde. Die älteste Kirche Beilsteins dürfte wohl die 1300 an die Johanniter gelangte Kirche auf dem Wunnenstein gewesen sein. Die erste Pfarrkirche war bis nach 1600 die unterhalb der Beilsteiner Burg im frühgotischen Stil erbaute Magdalenenkirche. Diese wurde 1742 erneuert, jedoch 1803 profaniert, und dient heute als Pfadfinderheim. Die heutige Pfarrkirche Beilsteins ist die aus der Nikolauskapelle hervorgegangene spätgotische St.-Anna-Kirche, die ehemals außerhalb der Stadt lag.
Obwohl Beilstein bis 1810 Sitz eines württembergischen Oberamtes war, gab es hier keinen Dekanatssitz. Vielmehr gehörte die Stadt ab 1547 zum Dekanat Marbach. Von 1747 bis 1810 war die Stadt dem Dekanat Lauffen zugeordnet, danach gelangte sie wieder an das Dekanat Marbach.
Bis 1928 gehörten auch die Parzellen Obere und Untere Ölmühle zur Kirchengemeinde Beilstein. Durch Bekanntmachung des Oberkirchenrats vom 10. Mai 1928 wurde die Obere Ölmühle der Kirchengemeinde Prevorst und die Untere Ölmühle der Kirchengemeinde Gronau zugeordnet.
In den 1970er-Jahren wurde das Gemeindehaus Beilstein erbaut, das nach dem Beilsteiner Reformator Valentin-Wanner-Haus heißt. 2007 wurde das Gemeindehaus komplett renoviert und erweitert.

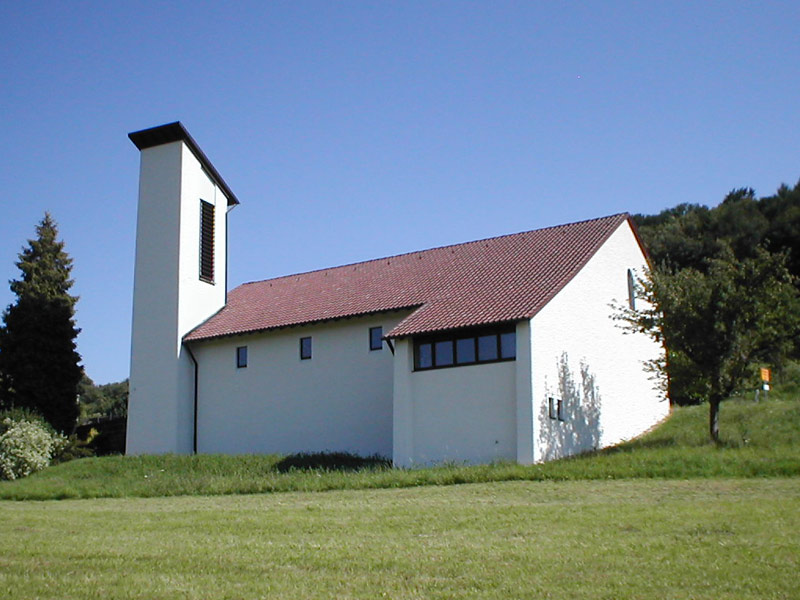
Evang. Johanneskirche Beilstein-Billensbach

Für die Weiler Etzlenswenden, Kaisersbach, Billensbach, Klingen, Maad, Jettenbach und Gagernberg, die teilweise zur ehemaligen Gemeinde Schmidhausen (heute nach Beilstein eingemeindet) gehörten, wurde 1956 in Billensbach eine eigene Kirche, die Johanneskirche, erbaut und eine eigene Pfarrverweserei errichtet. Die sieben Weiler wurden durch Bekanntmachung des Oberkirchenrats vom 16. November 1962 zur eigenständigen Filialkirchengemeinde Billensbach der Muttergemeinde Beilstein zusammengeschlossen, nachdem das Kultusministerium mit Schreiben vom 19. März 1962 die Filialkirchengemeinde Billensbach als Körperschaft des öffentlichen Rechts anerkannt hatte. Durch Bekanntmachung des Oberkirchenrats vom 15. Juli 1965 wurde die Filialkirchengemeinde Billensbach dann von der Muttergemeinde Beilstein gelöst und zur selbständigen Kirchengemeinde erhoben. Die Kirchengemeinde Billensbach erbaute sich auch ein eigenes Pfarrhaus in Billensbach. Bis 1992 bestand zwar auf dem Papier noch eine Gesamtkirchengemeinde aus Beilstein und Billensbach, diese hatte aber keinerlei Funktionen und beeinflusste die vollständige Selbstständigkeit beider Einzelgemeinden nicht. Nachdem der Oberkirchenrat Einsparungen vorgeschrieben hatte, erfolgte zum 1. Januar 2006 wieder eine Fusion beider Kirchengemeinden zur heutigen Kirchengemeinde Beilstein-Billensbach. Die landesweite Kürzung von Pfarrstellen betraf im Jahr 2018 die Pfarrstelle Billensbach, die nicht wieder besetzt wurde. Der Beilsteiner Pfarrer ist seither für das ganze Gemeindegebiet Beilstein-Billensbach zuständig.

### Kirchengemeinde Benningen/Neckar

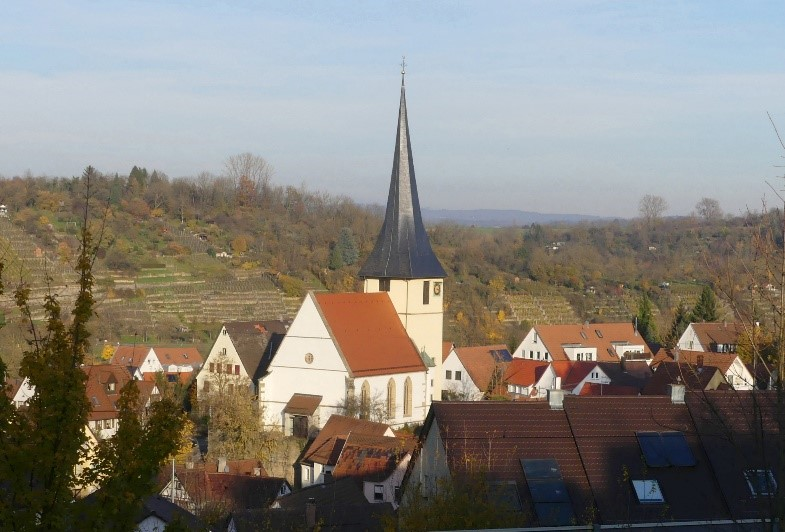
Annakirche in Benningen

Die Kirchengemeinde Benningen/Neckar (ca. 2.300) umfasst die Gemeinde Benningen am Neckar. Die der Hl. Anna geweihte Kirche gelangte von Gräfin Katharina von Veringen an die Grafen von Württemberg und 1473 an das Stift Backnang. Die Kirche hat ein spätgotisches Schiff und einen romanischen Chorturm.
Bis 1989 gehörte die Kirchengemeinden Benningen/Neckar zum Kirchenbezirk Ludwigsburg. Durch Bekanntmachung des Oberkirchenrats vom 20. März 1989 wurde die Kirchengemeinde Benningen/Neckar in den Kirchenbezirk Marbach umgegliedert.

### Kirchengemeinde Erdmannhausen

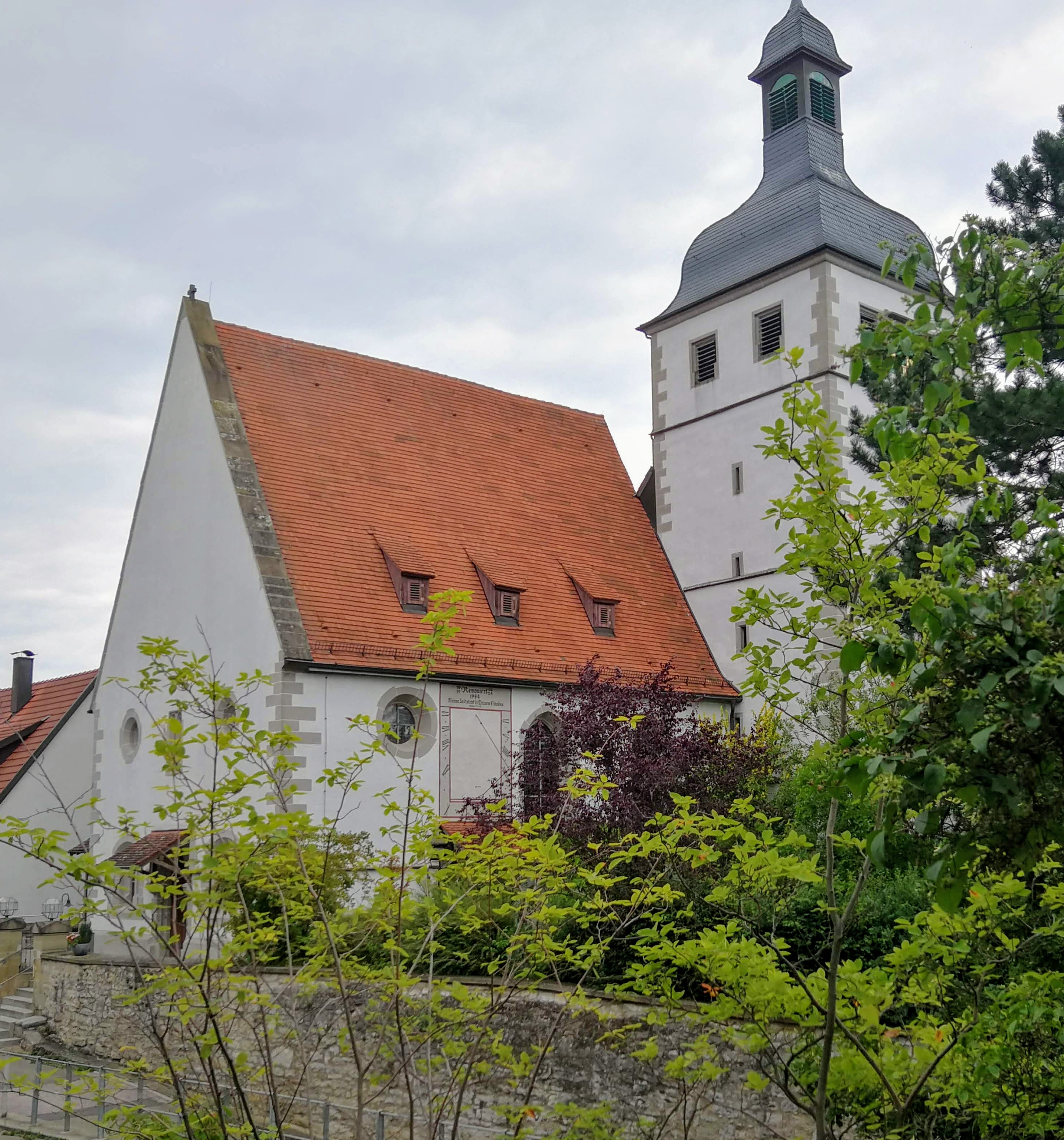
Januariuskirche in Erdmannhausen

Die Kirchengemeinde Erdmannhausen (ca. 2.100) umfasst die Gemeinde Erdmannhausen. Die als Januariuskirche erwähnte Kirche war im Besitz des Klosters Murrhardt. Es handelt sich im Wesentlichen um eine frühgotische Wehranlage.

### Kirchengemeinde Gronau

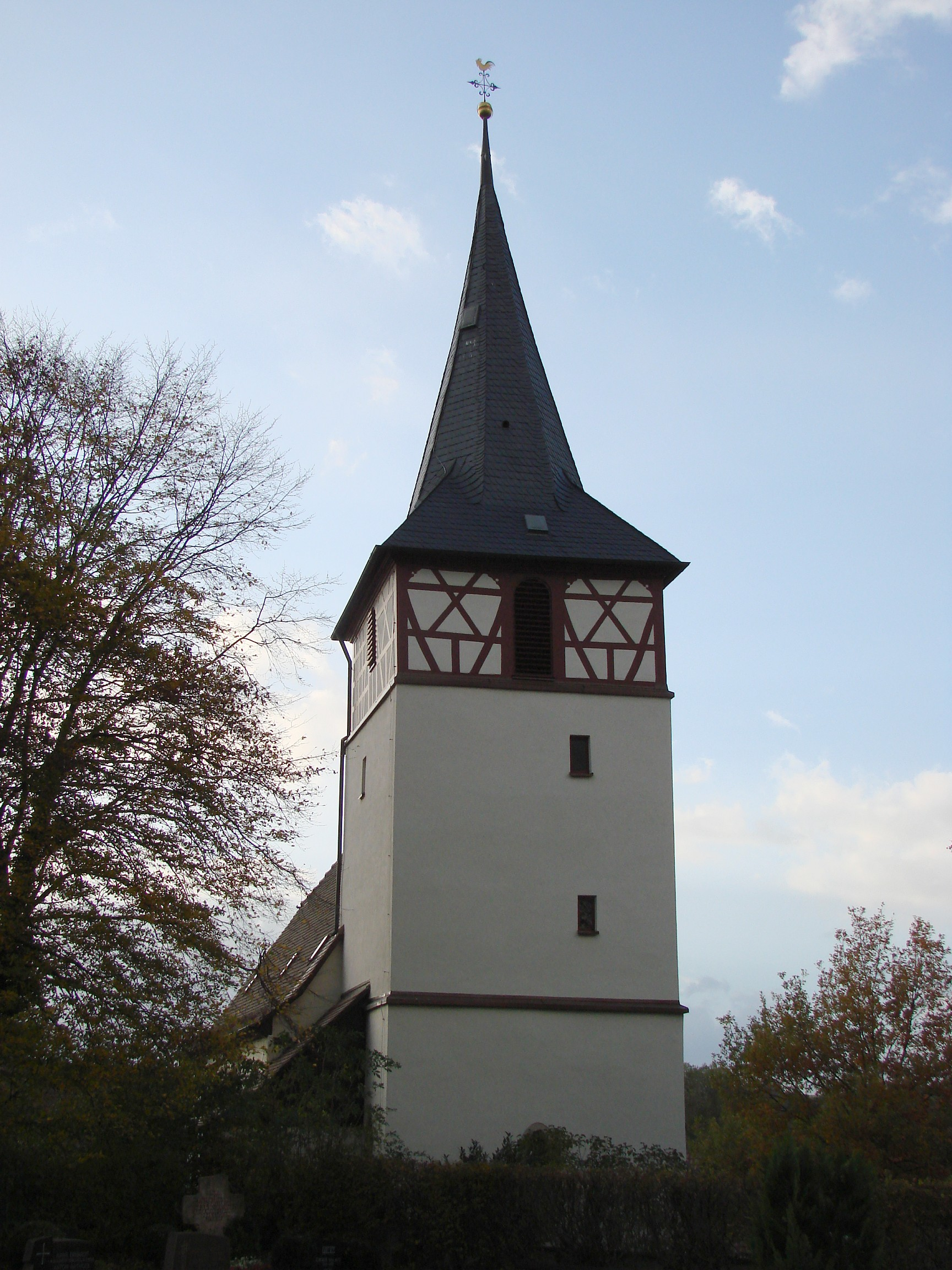
Evang. Cyriakuskirche Oberstenfeld-Gronau

Die Kirchengemeinde Gronau (ca. 800) umfasst den Ortsteil Gronau der Gemeinde Oberstenfeld (Landkreis Ludwigsburg) und die Parzelle Untere Ölmühle, die durch Bekanntmachung des Oberkirchenrats vom 10. Mai 1928 von der Kirchengemeinde Beilstein hierher umgegliedert wurde. In Gronau wurde bereits 846/76 eine Cyriakus-Kirche erwähnt. Seit der Reformation ist sie evangelisch. 1599 wurde die Kirche umgebaut und zuletzt 1965/67 restauriert. Der Turm ist noch frühgotisch.
Zur Kirchengemeinde gehörte schon seit frühester Zeit das Nachbardorf Schmidhausen, in dem es keine Kirche gibt. Durch Bekanntmachung des Oberkirchenrats vom 26. Mai 1983 wurde Schmidhausen – inzwischen im Zuge der Kommunalreform bereits in die Stadt Beilstein eingemeindet – der Kirchengemeinde Beilstein (heute Beilstein-Billensbach) zugeordnet.

### Kirchengemeinde Großbottwar

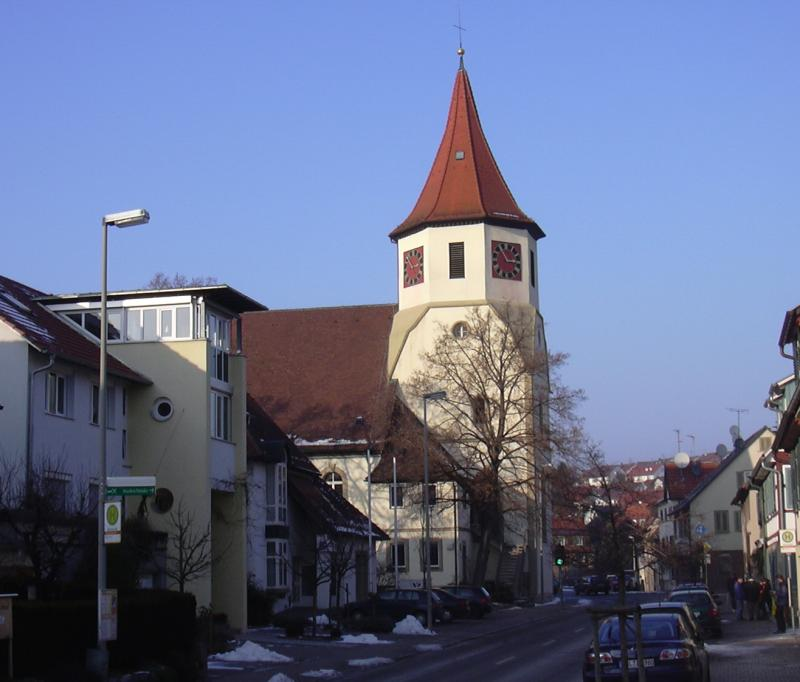
Evang. Kirche Großbottwar

Die Kirchengemeinde Großbottwar (ca. 3.900) umfasst die Kernstadt sowie die Stadtteile Hof, Lembach und Winzerhausen der Stadt Großbottwar.
Die dem Hl. Martin geweihte Chorturmkirche in Großbottwar wurde wohl 1270 erbaut und 1279 erstmals genannt. Sie gehörte dem Kloster Murrhardt. Die Martinskirche erhielt ihre heutige Form durch Vergrößerungen und Umbauten von 1495 und 1791/92. Von der mittelalterlichen Bausubstanz zeugt nur noch der Turm.
1495 erfolgte ein größerer Umbau: Der romanische Turmchor erhielt gotische Fenster sowie ein Netzrippengewölbe, dessen drei Schlusssteine Maria mit dem Kind und die Kirchenpatrone St. Martin und St. Januarius zeigen. Außerdem wurde der Turm erhöht und mit einem als Achteck geformtem Abschluss versehen. Des Weiteren wurde das Schiff verlängert, beträchtlich verbreitert und mit einem Dachwerk versehen, das mit nur einer mittig angeordneten Säulenreihe abgestützt war.
1791/92 waren umfangreiche Reparaturen nötig, die von Johann Adam Groß dem Jüngeren geplant und vorgenommen wurden. Vor allem wurde das Dachwerk erhöht und auf zwei konstruktiv notwendigen Säulenreihen solide abgestützt. Gleichzeitig wurden verschiedene Mauern verstärkt, die Fenster vergrößert, 5 neue Haupteingänge geschaffen, die heutige Dreiseiten-Empore errichtet, die Kanzel erneuert und die baufällige Sakristei mit Kreuzgewölbe neu gebaut. Diese Maßnahmen veränderten nicht die Außenmaße der Kirche, prägen aber seither ihren Gesamteindruck.
1791 baute Johannes Weinmar aus Bondorf zusammen mit seinem Sohn Johann Jakob Weinmar eine neue Orgel, deren Rokoko-Prospektfront noch heute erhalten ist und seit 2009 ein neues Tzschöckel-Instrument (Opus 376) auf der Westempore enthält.
Die Martinskirche stand früher außerhalb des Mauerrings der Großbottwarer Altstadt. Innerhalb des Mauerrings befand sich die Allerheiligenkirche, deren Langhaus 1755 abgebrochen wurde. Auf dem Friedhof gab es eine Frauenkirche, die 1354 erstmals erwähnt war und 1710 abgebrochen wurde.

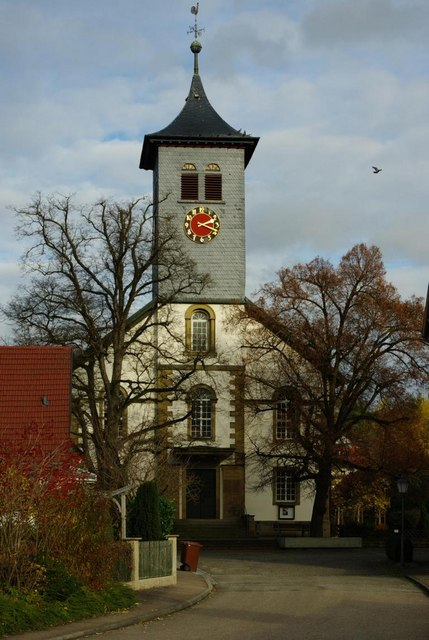
Michaelskirche in Winzerhausen

Winzerhausen gehörte kirchlich im Mittelalter zur Michaelskirche auf dem Wunnenstein. 1556 erhielt der Ort eine eigene Kirche. Die heutige Michaelskirche wurde 1832/34 als Querkirche im Kameralamtsstil erbaut. Der damals zu Winzerhausen gehörige Abstetterhof wurden mit Wirkung vom 1. April 1936 der Nachbarkirchengemeinde Auenstein zugeordnet; heute ist auch der Weiler Abstetterhof Teil der Gemeinde Ilsfeld, zu der auch Auenstein gehört.
Zum 1. Januar 2017 wurden die Kirchengemeinden Großbottwar und Winzerhausen aufgelöst. Auf dem Gebiet der beiden aufgelösten Gemeinden wurde gleichzeitig eine neue Kirchengemeinde Großbottwar gebildet. In der Kirchengemeinde bestehen zwei Pfarrämter.

### Kirchengemeinde Höpfigheim

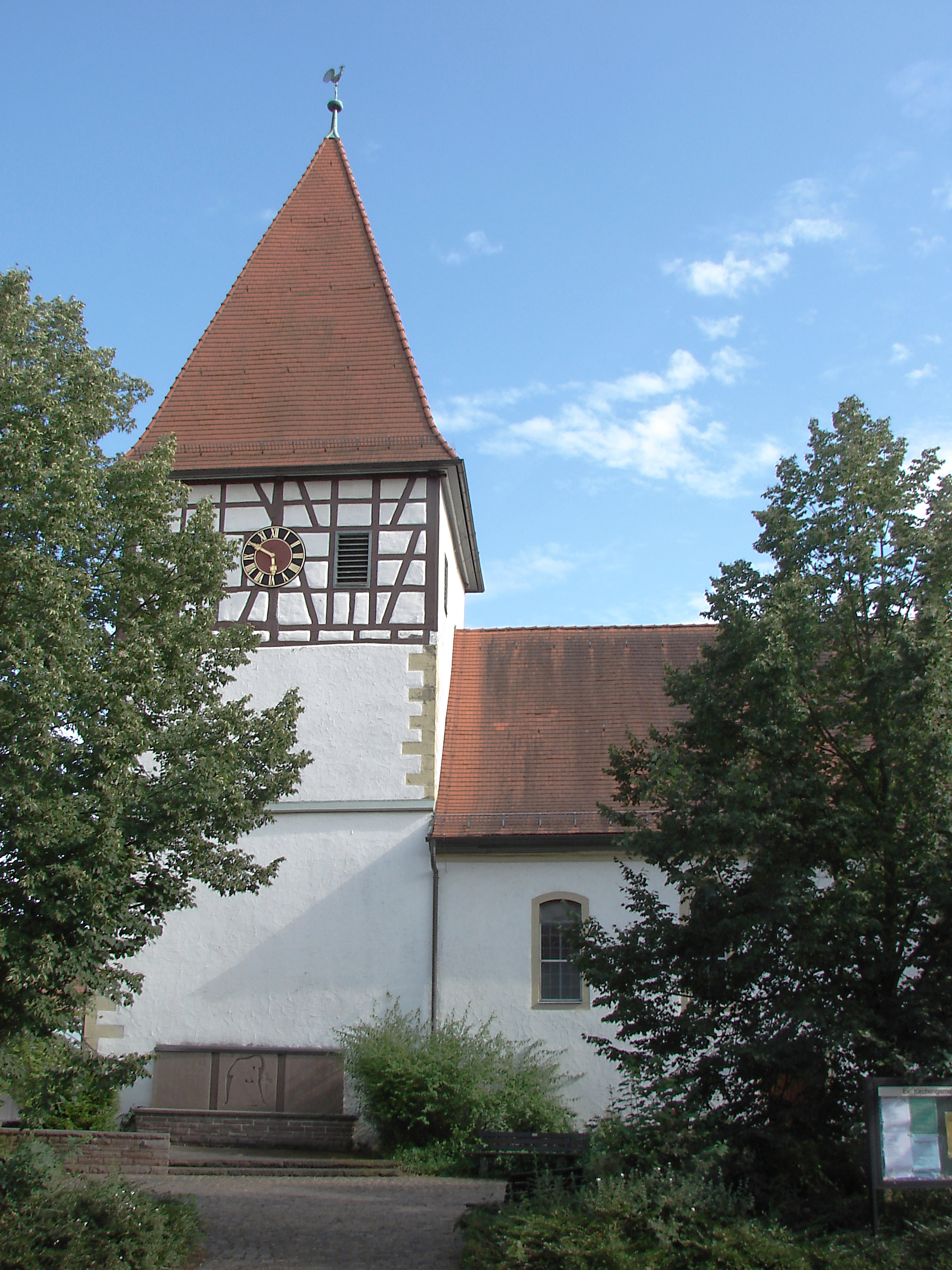
Evang. Kirche Steinheim-Höpfigheim

Die Kirchengemeinde Höpfigheim (ca. 1.000) umfasst den Stadtteil Höpfigheim der Stadt Steinheim an der Murr. Die Georgskirche war im Besitz der Herren von Sachsenheim. Sie wurde um 1490 als Chorturmkirche erbaut. Sie besitzt Grabdenkmäler aus dem 16. Jahrhundert.

### Kirchengemeinde Kirchberg/Murr

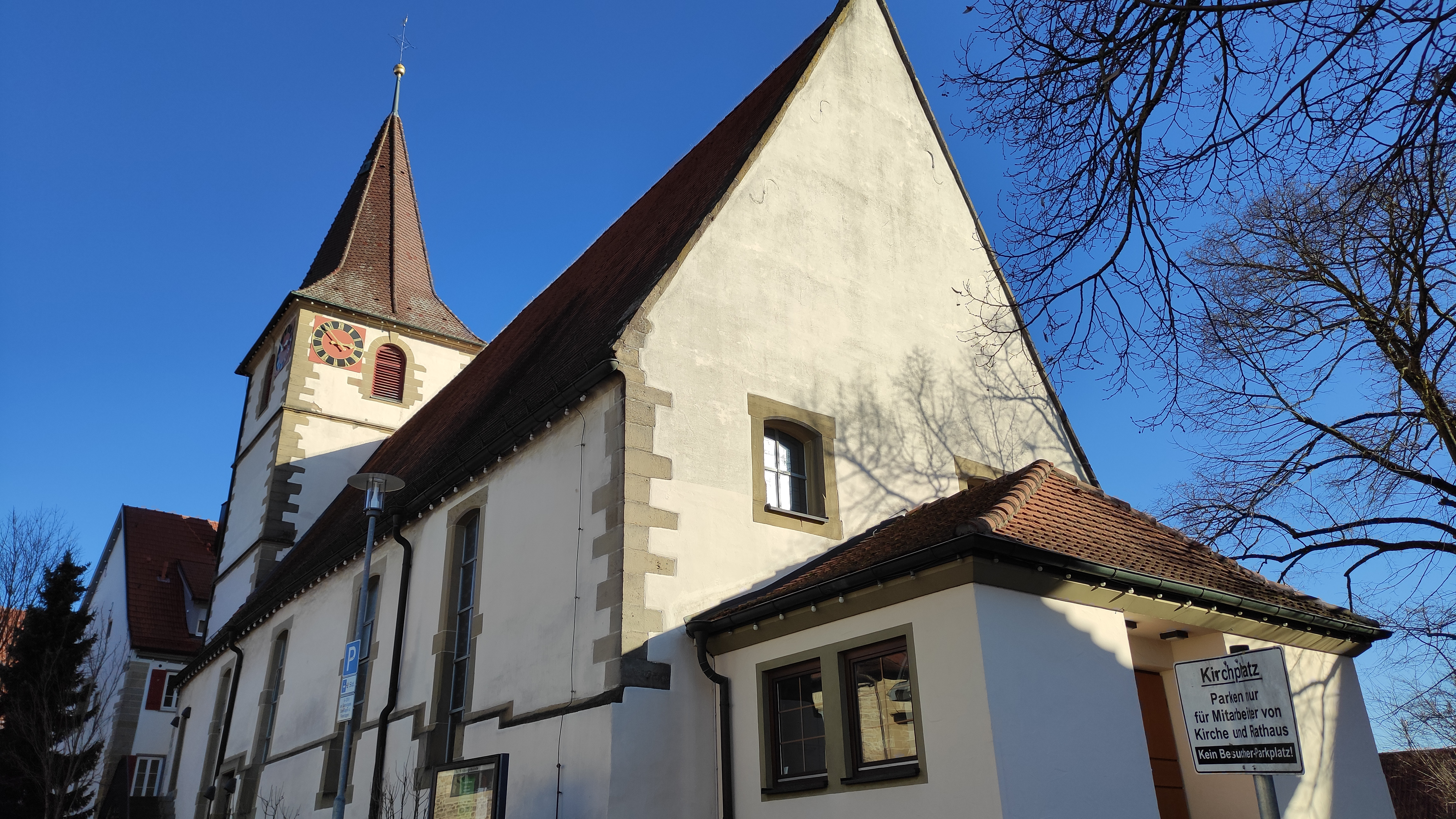
Lukaskirche in Kirchberg/Murr

Die Kirchengemeinde Kirchberg/Murr (ca. 1.800) umfasst die Gemeinde Kirchberg an der Murr (ohne Wüstenbachhof) im Rems-Murr-Kreis. Der Wüstenbachhof wurde durch Bekanntmachung des Oberkirchenrats vom 29. Januar 1971 in den Kirchenbezirk Backnang umgegliedert und der Kirchengemeinde Großaspach zugeordnet. Die dem Hl. Bonifatius geweihte Kirche wurde 1247 erstmals erwähnt. Später wird sie St. Lukas genannt. Über das Stift Oberstenfeld gelangte der Kirchensatz 1453 an das Stift Backnang. Seit 1534 evangelisch. Die ehemals gotische Pfarrkirche wurde 1778 und 1905 verändert. Der Turm stammt aus dem Jahr 1779. 1961 Entfernung der Jugendstil-Kunstelemente. 1982 Anbau eines Vorraums. 2006/07 grundlegende Innenrenovierung.

### Kirchengemeinde Kleinbottwar

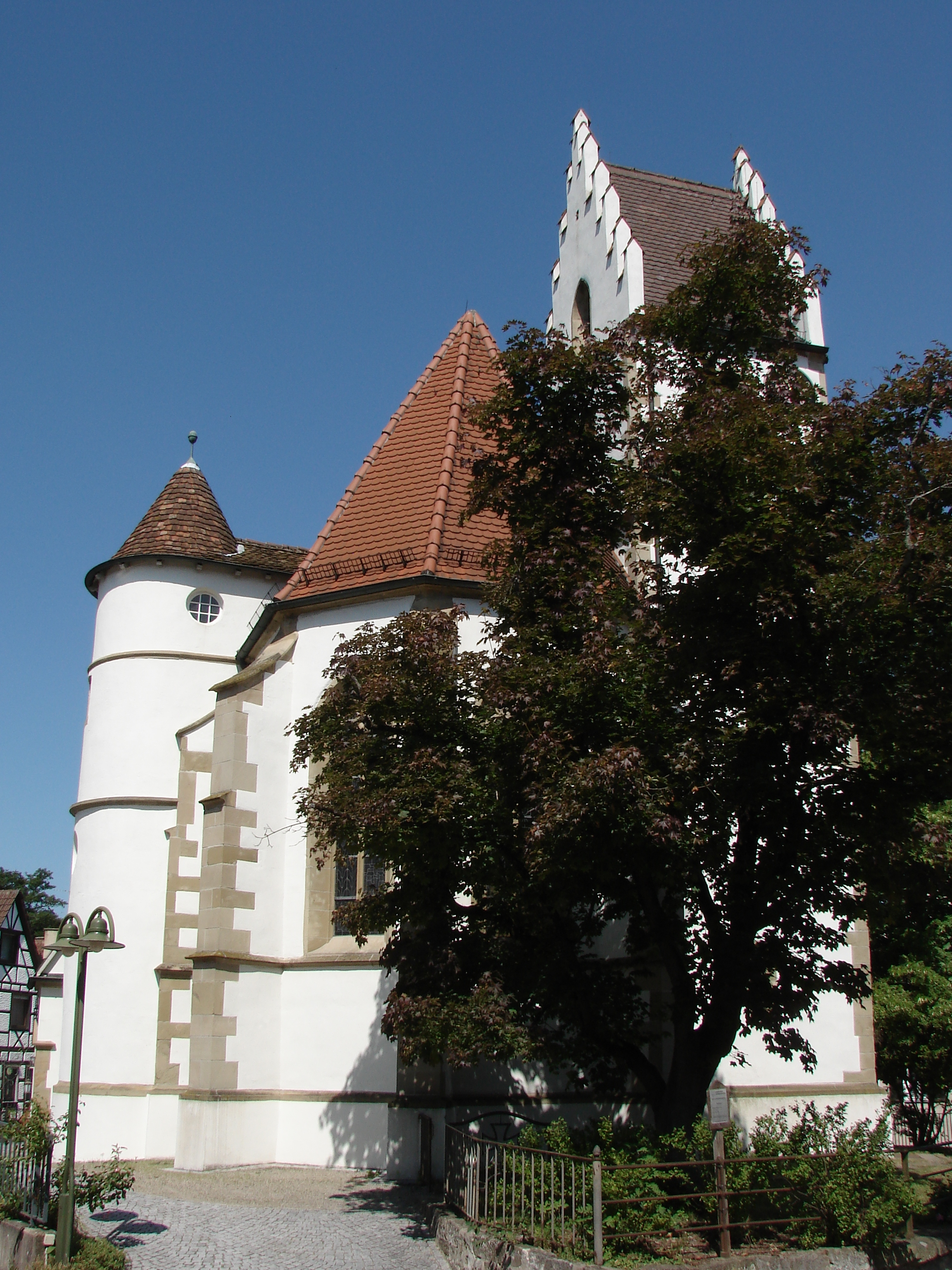
Evang. Kirche Steinheim-Kleinbottwar

Die Kirchengemeinde Kleinbottwar (ca. 750) umfasst den Stadtteil Kleinbottwar der Stadt Steinheim an der Murr. Der Ort gehörte kirchlich bis Ende des 15. Jahrhunderts teilweise zu Großbottwar, teilweise zu Steinheim. 1499 wurde der Ort durch die Herren von Plieningen kirchlich selbständig. 1443 wird bereits eine Kapelle erwähnt. Anstelle der Kapelle wurde die heutige Kirche erbaut, die dem Hl. Georg geweiht war. Die Georgskirche hat einen Schnitz- und Flügelaltar, der um 1520 entstand. Der zweite Pfarrer der Kirchengemeinde Steinheim führt in Kleinbottwar die Amtsgeschäfte, wohnt aber in Steinheim.

### Kirchengemeinde Marbach

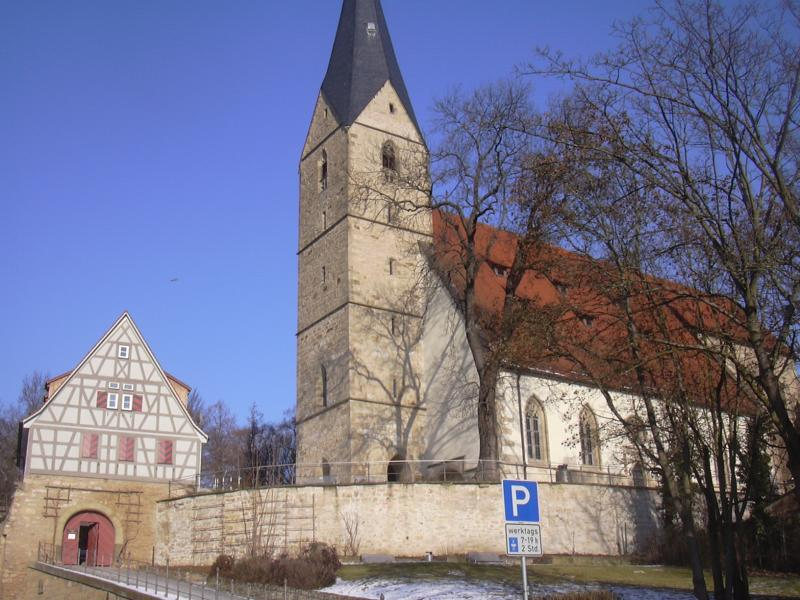
Alexanderkirche Marbach am Neckar

Die Kirchengemeinde Marbach (ca. 4.300) umfasst die Kernstadt Marbachs, einschließlich des Stadtteils Hörnle. Die Kirchengemeinde hat vier Predigtstellen: Die Alexanderkirche, in der im Sommerhalbjahr die regelmäßigen Hauptgottesdienste an Sonn- und Feiertagen stattfinden und die Stadtkirche, in der die Hauptgottesdienste im Winterhalbjahr gefeiert werden; ferner das Martin-Luther-Haus als „Winterkirche“ von Januar bis März und der Gemeinderaum im Pfarramt Ost, in dem zweiwöchentlich Frühgottesdienste stattfinden.

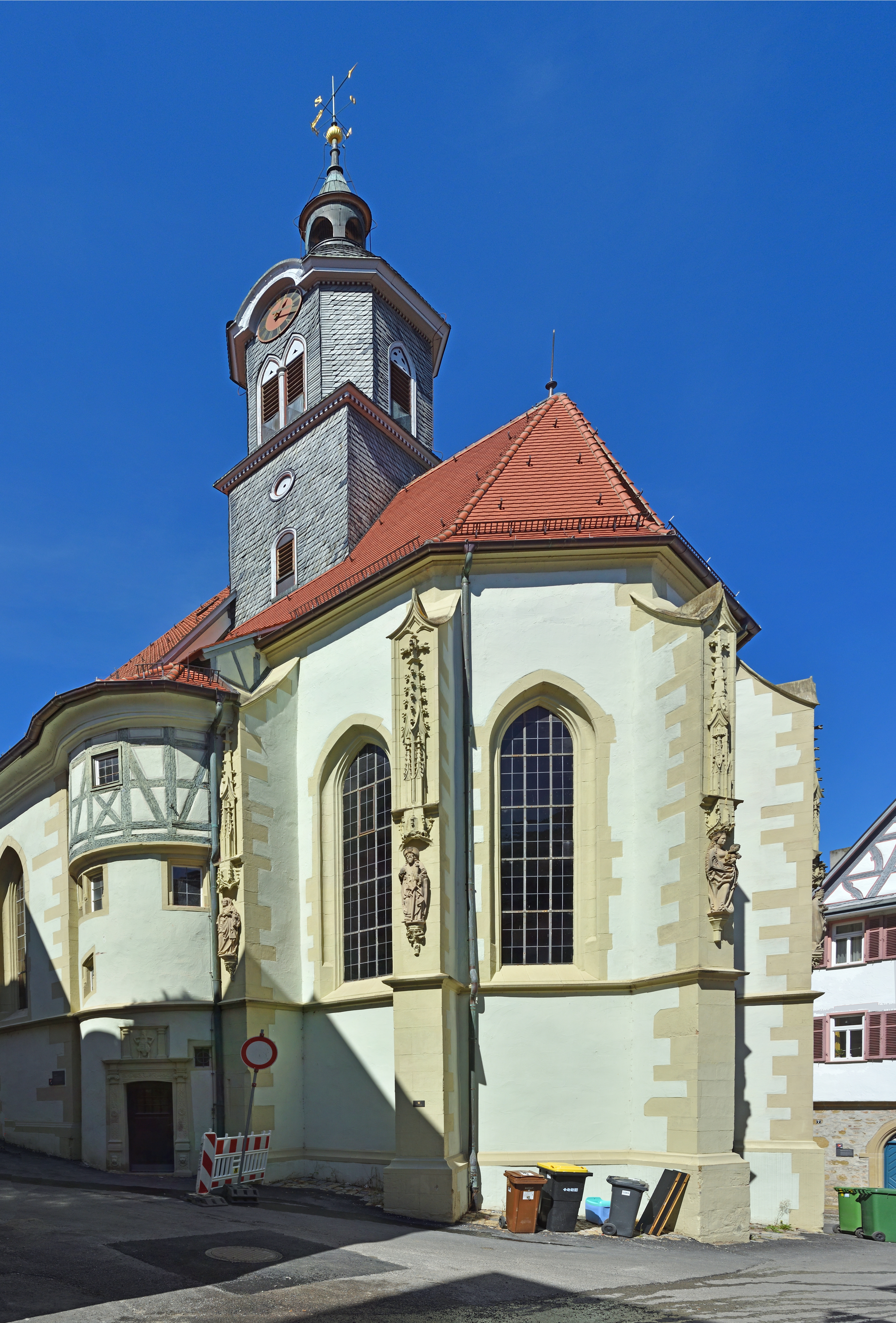
Stadtkirche Marbach am Neckar

Die Alexanderkirche war bis zur Reformation die eigentliche Pfarrkirche Marbachs. Der erste Geistliche in Marbach wurde bereits 972 genannt. Die Alexanderkirche ist eine der größten spätgotischen Hallenkirchen Süddeutschlands. Der Chor wurde um 1450 durch Aberlin Jörg, das Langhaus 1463, der Turm 1481 erbaut. Nach der Reformation wurden die Pfarrrechte allmählich an die heutige Stadtkirche abgegeben, die zuvor eine Frühmesskapelle zu Unserer Lieben Frau war. Die heutige Stadtkirche wurde nach dem Stadtbrand von 1693 in veränderter Form wieder aufgebaut. 1966 wurde sie grundlegend renoviert. Außerdem gibt es am Oberen Tor eine Wendelinskapelle von 1433, die in der Reformation profaniert wurde und heute eine Buchhandlung und eine Galerie beherbergt.
Seit der Reformation hatte Marbach zwei Pfarrer, davon war einer zugleich Dekan als Aufsichtsperson für die Pfarrer des Dekanats. Seit 1966 gibt es drei, seit 1982 vier Pfarrer, seit 2011 wieder nur drei. Der Dekan ist heute im Pfarramt Marbach-Mitte und Hörnle tätig. Weitere Pfarrämter in der Kirchengemeinde Marbach sind das Pfarramt Marbach West und das Pfarramt Marbach Ost.
Die Kirchengemeinde Marbach ist auch Träger von drei Kindergärten: Martin-Luther-Kindergarten (gegründet 1874), Ottilie-Wildermuth-Kindergarten (gegründet 1959) und Pestalozzi-Kindergarten (gegründet 1961). Seit 1903 gibt es einen Kirchenchor (ca. 50 Mitglieder) und seit 1906 einen Posaunenchor (ca. 25 Mitglieder).
Mit Wirkung vom 12. November 1989 wurde die bis dahin alleinige Kirchengemeinde Marbach aufgeteilt in die Stadtkirchengemeinde Marbach und die Christophorus-Kirchengemeinde Marbach-Hörnle. Gleichzeitig wurde die Gesamtkirchengemeinde Marbach, bestehend aus den beiden neuen Kirchengemeinden gebildet. Als Gottesdienstraum der Christophorus-Kirchengemeinde diente das gleichnamige Christophorus-Haus im Stadtteil Hörnle. Mit Wirkung vom 1. November 1995 wurde die Christophorus-Kirchengemeinde Marbach-Hörnle und die Gesamtkirchengemeinde Marbach wieder aufgelöst. Das Gebiet der Christophorus-Kirchengemeinde Marbach-Hörnle wurde der Stadtkirchengemeinde Marbach angegliedert, welche gleichzeitig (wieder) in „Kirchengemeinde Marbach“ umbenannt wurde.

### Kirchengemeinde Mundelsheim

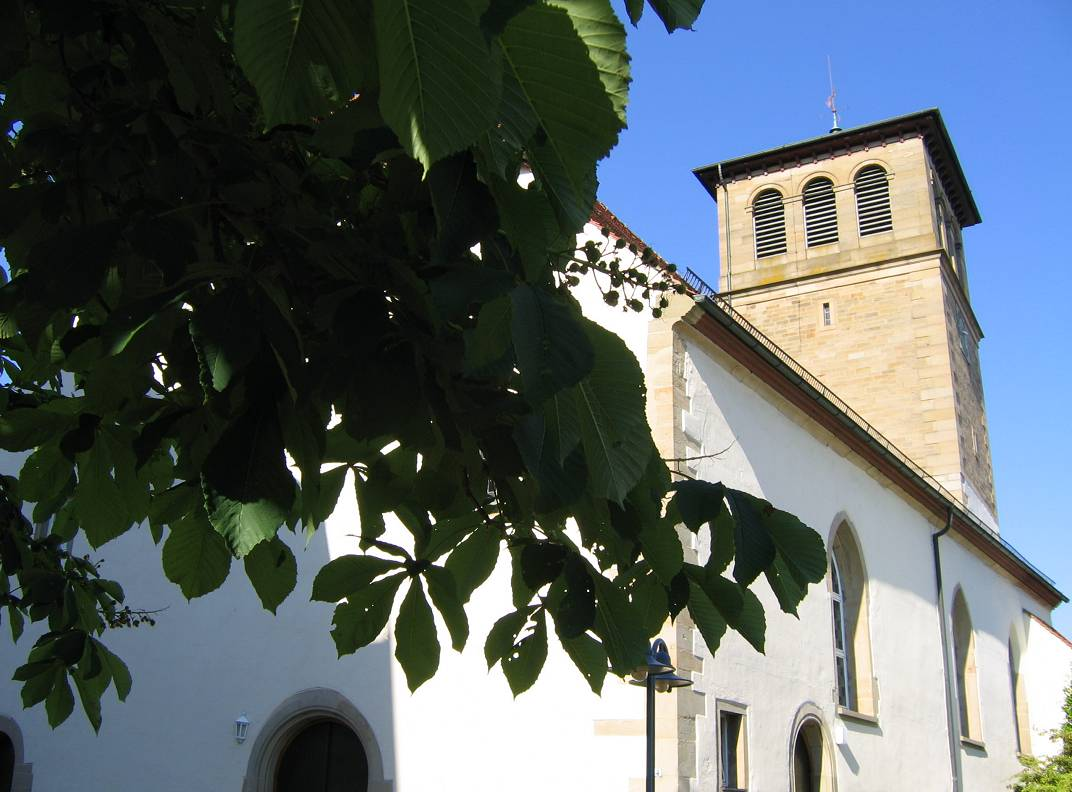
Nikolauskirche in Mundelsheim

Die Kirchengemeinde Mundelsheim (ca. 1.670) umfasst die Gemeinde Mundelsheim. Die ursprüngliche Pfarrkirche für Mundelsheim und das abgegangene Tiefenbach war die dem Hl. Kilian geweihte Kirche auf dem Friedhof. Nach der Zerstörung wurde die Kirche 1440 neu aufgebaut. Es ist eine Chorturmkirche mit Netzrippengewölbe mit Wandmalereien um 1480. Die Kirche enthält zahlreiche Grabdenkmäler aus dem 15. bis 17. Jahrhundert. Die heutige Pfarrkirche ist die dem Hl. Nikolaus geweihte Kirche in der Ortsmitte. Sie war bis zur Reformation nur eine Kapelle. Es handelt sich um eine spätgotische Chorturmanlage. Eine 1663 genannte Schlosskapelle ist abgegangen.

### Kirchengemeinde Murr an der Murr

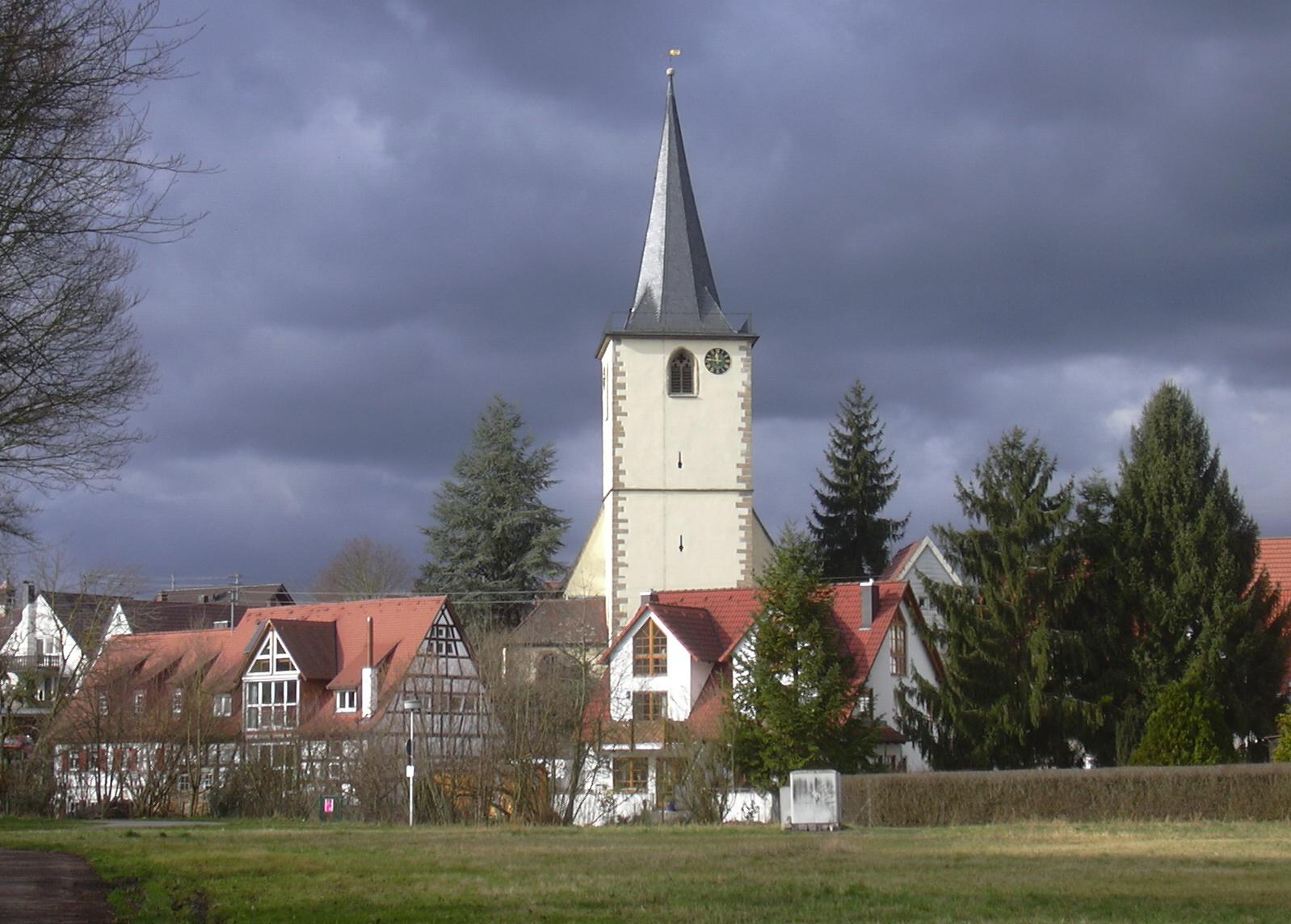
Evang. Kirche Murr

Die Kirchengemeinde Murr an der Murr (ca. 2.450) umfasst die Gemeinde Murr. Die dem Hl. Petrus geweihte Kirche wurde in spätgotischer Zeit erbaut, der Ostturm wohl schon im 14. Jahrhundert, doch gab es wohl schon vorher eine Kirche aus karolingischer Zeit.

### Kirchengemeinde Oberstenfeld

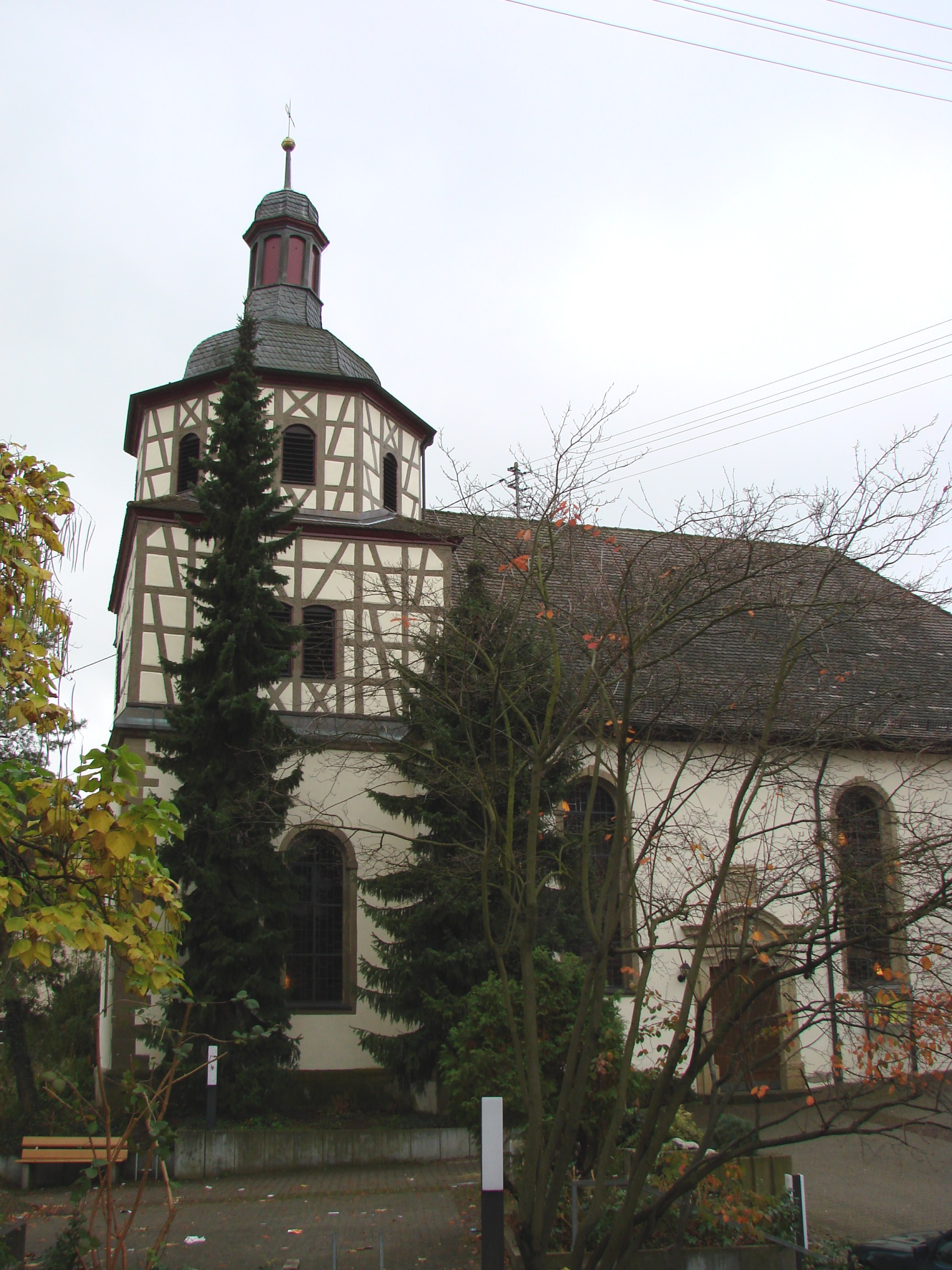
Evang. Kirche Oberstenfeld – Galluskirche (Dorfkirche)

Die Kirchengemeinde Oberstenfeld (ca. 2.700) umfasst den Kernort der Gemeinde Oberstenfeld. Die Galluskirche war die ursprüngliche Pfarrkirche des Ortes. Diese wurde 1738 umgebaut. Um 1016 wurde in Oberstenfeld ein Stift gegründet, dessen den Hl. Maria, Johannes Baptist und Blasius geweihte Kirche die Pfarrkirche des Ortes wurde. Die Galluskirche sank zur Kapelle herab. Die heutige Stiftskirche stammt in ihren wesentlichen Teilen aus dem 13. Jahrhundert. Es ist eine dreischiffige Basilika mit Ostchorturm. Die Krypta ist noch von der Vorgängerkirche. Nordwestlich des heutigen Ortes wurde im 11. Jahrhundert die Peterskirche im romanischen Stil erbaut. Sie war die Gemeindekirche der später aufgegebenen Siedlung Kratzheim. Im Schiff gibt es Wandmalereien aus dem 13. Jahrhundert. Auf der Burg Lichtenberg gab es eine Burgkapelle, die stets Filiale von Großbottwar war.
In allen Kirchen finden regelmäßig Gottesdienste der evangelischen Kirchengemeinde statt. Die Peterskirche ist von April bis Oktober Ort für Frühgottesdienste. Die Hauptgottesdienste finden im Sommer in der Stifts-, im Winter in der Dorfkirche statt.

### Kirchengemeinde Pleidelsheim

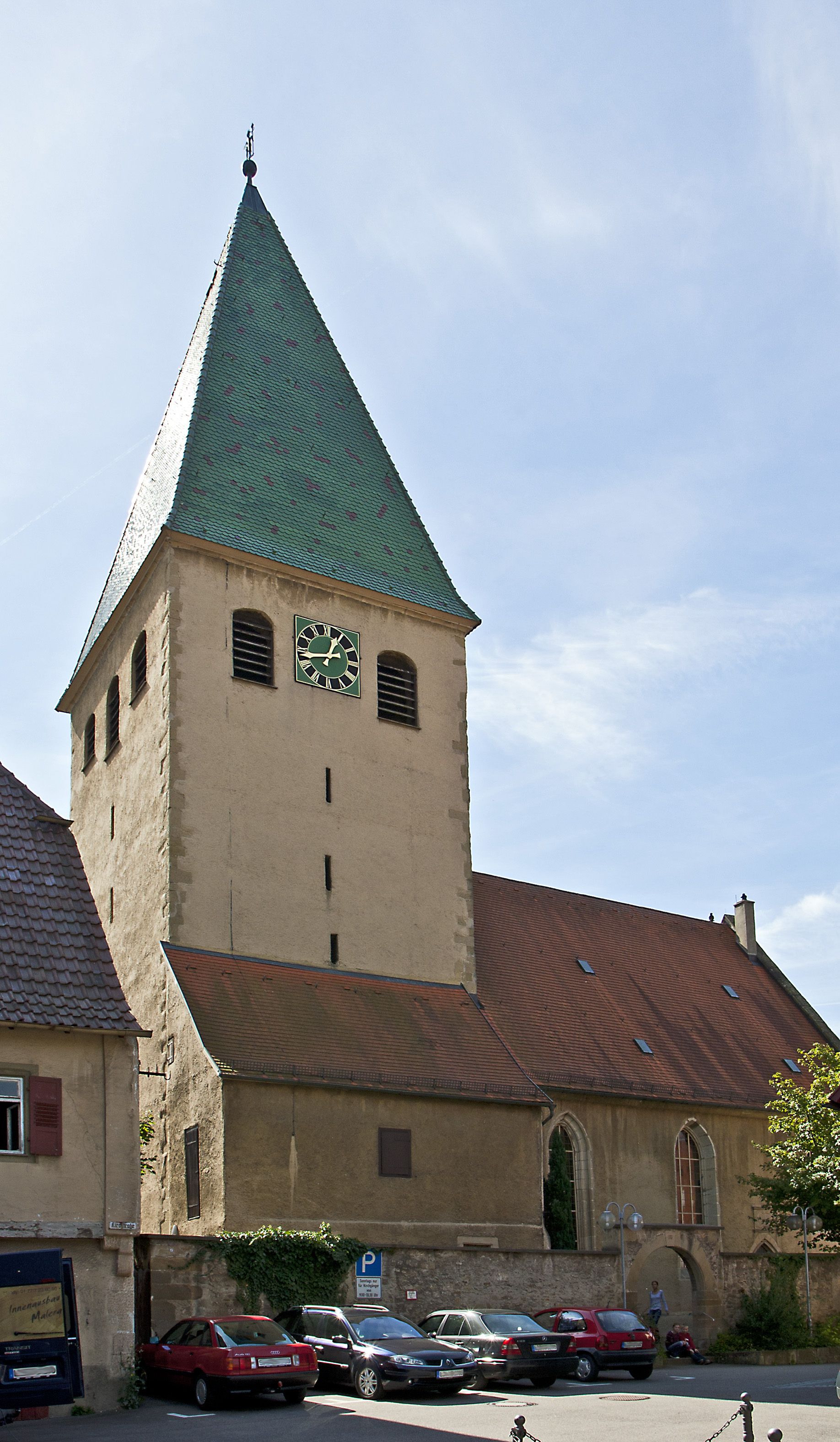
Mauritiuskirche in Pleidelsheim

Die Kirchengemeinde Pleidelsheim (ca. 2.050) umfasst die Gemeinde Pleidelsheim. Die dem Hl. Mauritius geweihte Kirche ist 1300 erstmals erwähnt. Über die Herren von Urbach kam der Kirchensatz 1436 an die Salve-Regina-Bruderschaft in Stuttgart und 1480 an das Spital in Stuttgart. 1587 ist eine Kapelle St. Anna erwähnt. Die heutige Pfarrkirche ist eine ehemalige Wehrkirche mit mächtigem Ostturm romanischen Ursprungs. Das Schiff wurde 1586 erbaut. 1586 wurde die Kirche umgebaut und verbreitert.

### Kirchengemeinde Prevorst

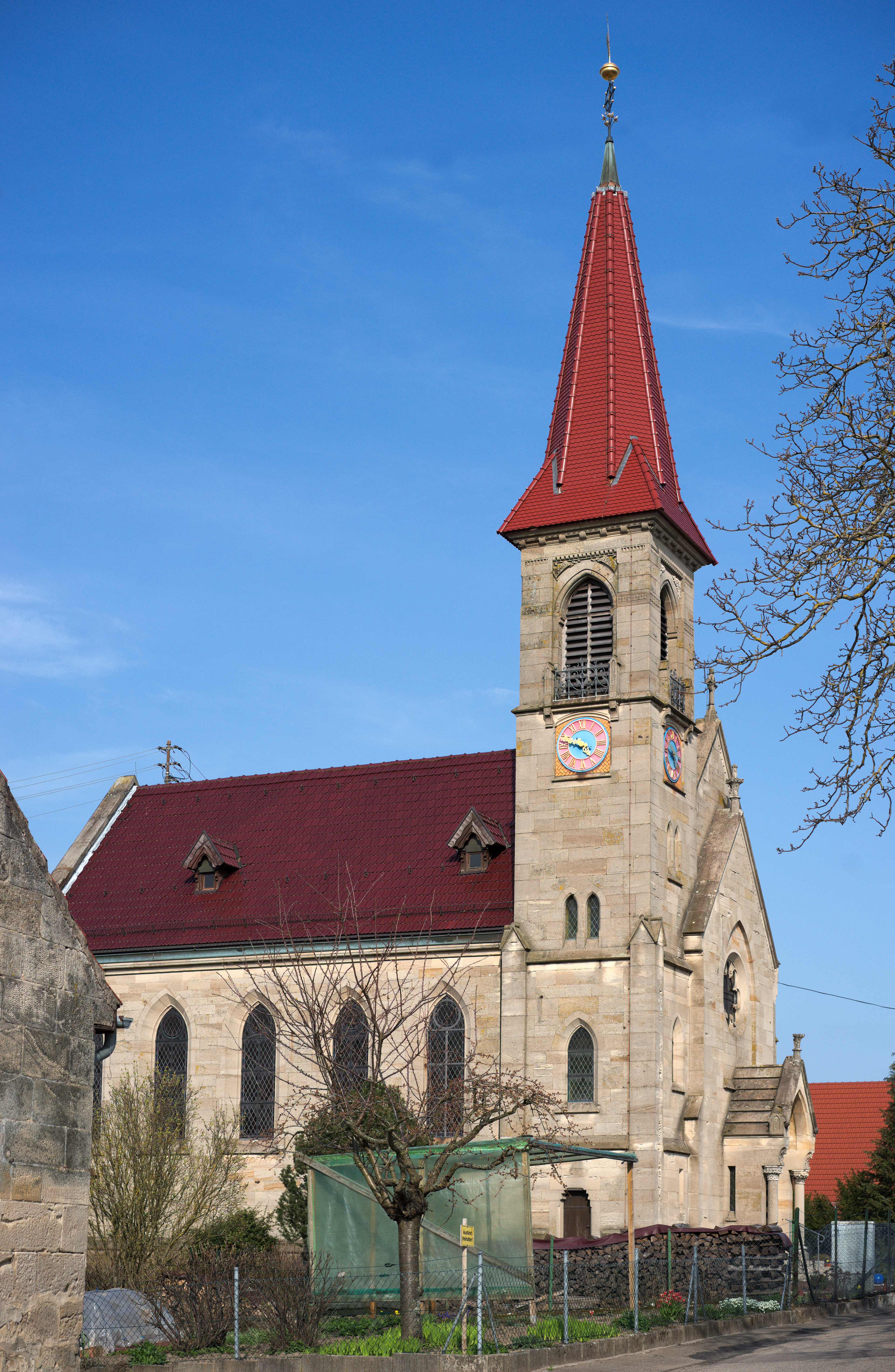
Evang. Kirche Prevorst

Die Kirchengemeinde Prevorst (ca. 280) umfasst den Ortsteil Prevorst der Gemeinde Oberstenfeld, Kurzach (Weiler im Spiegelberger Ortsteil Nassach) und die Parzelle Obere Ölmühle, die durch Bekanntmachung des Oberkirchenrats vom 10. Mai 1928 von der Kirchengemeinde Beilstein hierher umgegliedert wurde. Der stets zur Gemeinde Gronau gehörige Ort Prevorst bekam 1900 eine eigene Pfarrei und 1901 auch eine eigene Kirche, die im neugotischen Stil erbaut wurde. Überregional bekannt wurde Prevorst durch die hier geborene Friederike Hauffe geb. Wanner, die durch Justinus Kerner als „Seherin von Prevorst“ bekannt ist.

### Kirchengemeinde Rielingshausen

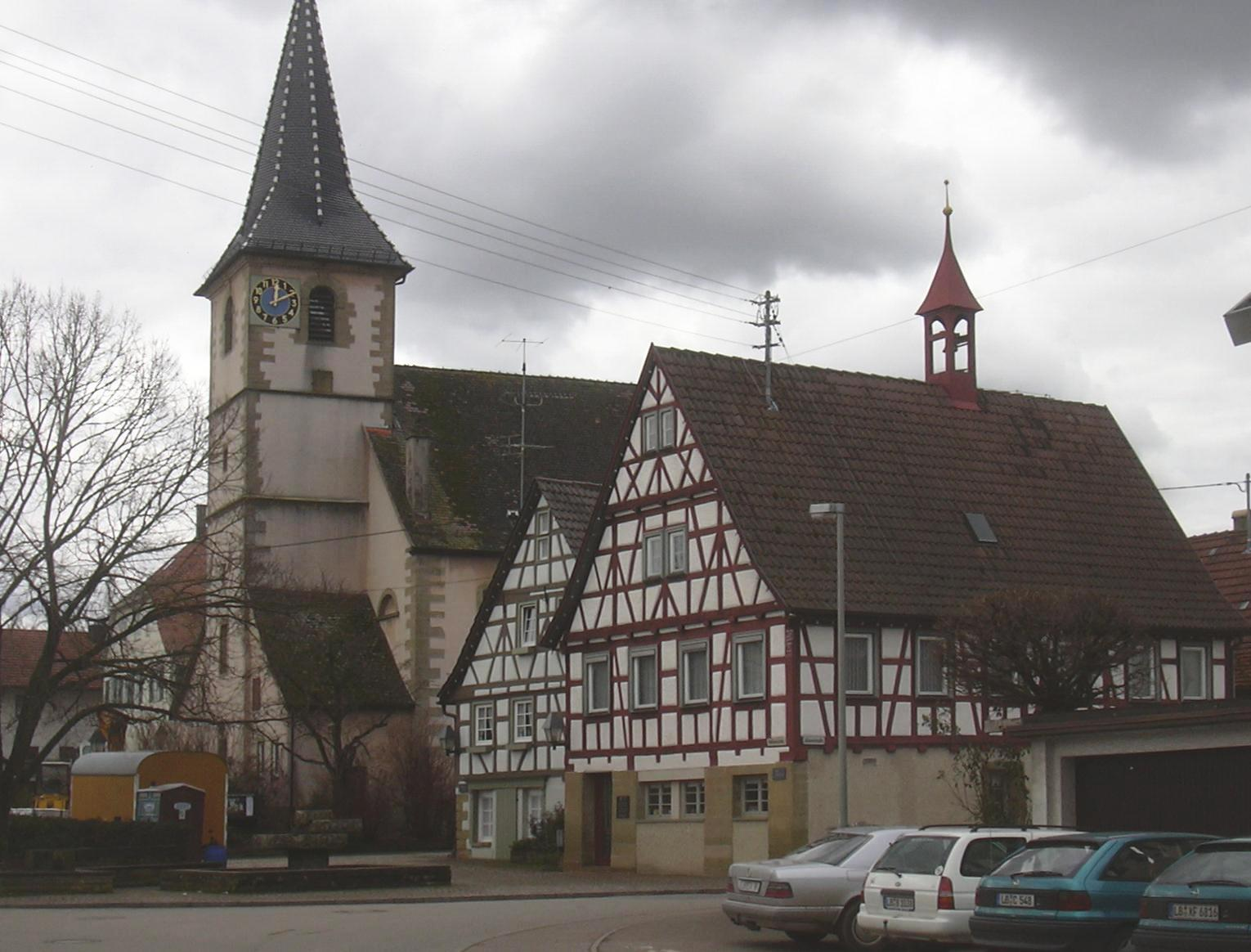
Evang. Kirche Rielingshausen

Die Kirchengemeinde Rielingshausen (ca. 1.150) umfasst den Stadtteil Rielingshausen der Stadt Marbach am Neckar. Die dem Hl. Petrus geweihte Kirche gelangte 1453 von Württemberg an das Stift Backnang. Die heutige Kirche wurde 1811 an Stelle der alten Kirche neu erbaut. Lediglich der untere Teil des spätgotischen Turms, der 1780 erhöht wurde, blieb erhalten. Der bedeutende württembergische Theologe und Erweckungsprediger Ludwig Hofacker wirkte von 1826 bis 1828 in Rielingshausen.

### Kirchengemeinde Steinheim an der Murr

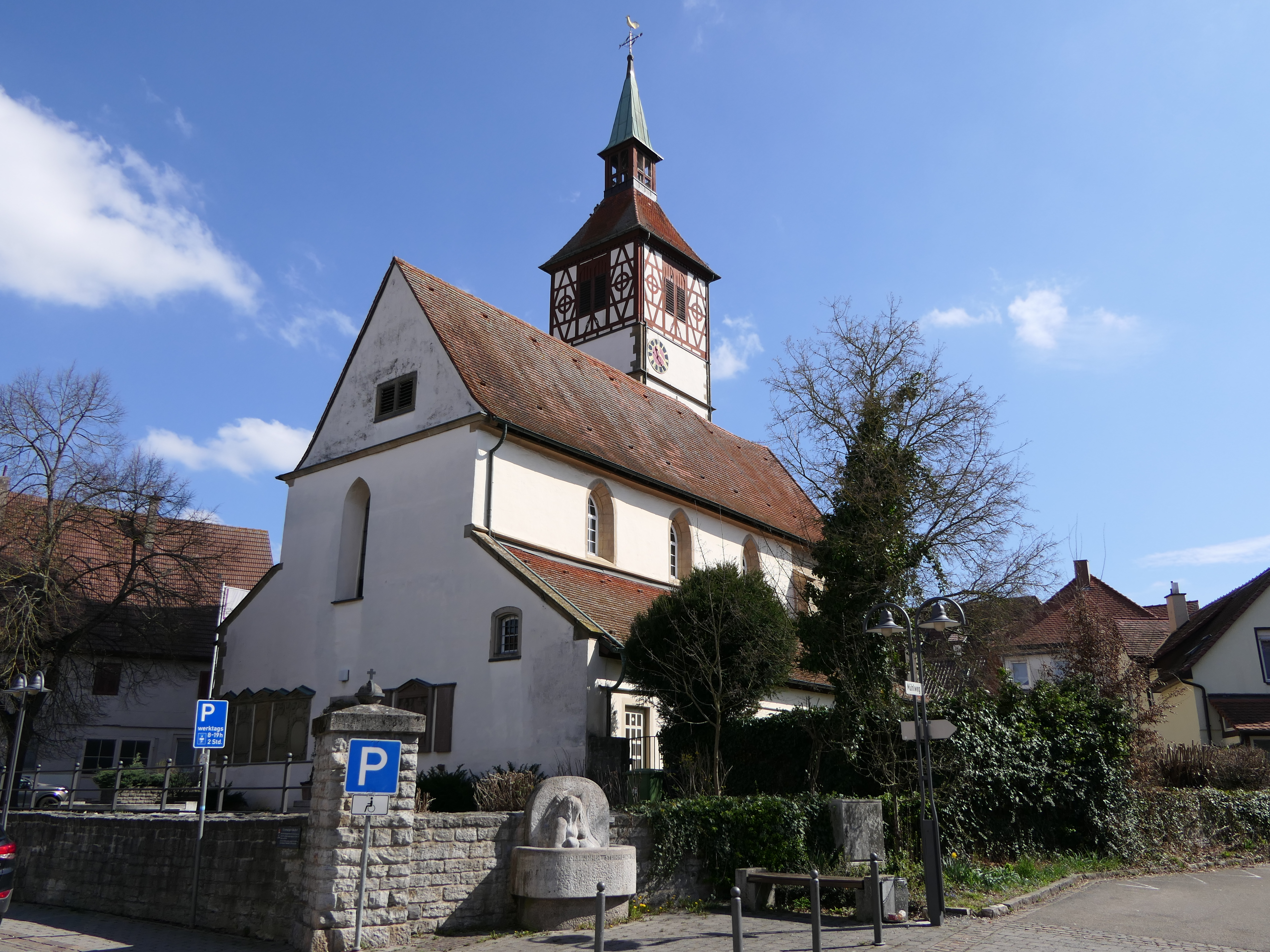
Martinskirche in Steinheim

Die Kirchengemeinde Steinheim an der Murr (ca. 3.200) umfasst die Kernstadt von Steinheim an der Murr. Die Martinskirche wurde im Spätmittelalter dem Kloster Mariental (Steinheim an der Murr) geschenkt. Sie ist im Kern eine romanische Saalkirche, die in gotischer und barocker Zeit zur Basilika erweitert wurde. Der Chor ist kreuzrippengewölbt. Das Kloster selbst wurde nach der Reformation durch Württemberg 1553 aufgehoben. Die Klosteranlage ging 1643 bis auf wenige Reste durch einen Brand verloren. Zwei Pfarrer versehen hier den Pfarrdienst, wobei der zweite Pfarrer auch die Kirchengemeinde Kleinbottwar mitversieht.

## Archivquellen
- Bestand: Visitationsberichte.   Landeskirchliches Archiv Stuttgart. 1581–1822.   Signatur: A 1.
- Bestand: Kirchenvisitationsakten.   Hauptstaatsarchiv Stuttgart. ca. 1601–1840.   Signatur: A 281.
- Bestand: Ortsakten [mit Digitalisaten der Pfarrbeschreibungen und Pfarrberichte (darin u. a.: Chronik, Filialverhältnisse)].   Landeskirchliches Archiv Stuttgart. ca. 1550–1923.   Signatur: A 29.
- Bestand: Ortsakten [mit Digitalisaten der Pfarrberichte (darin u. a.: Filialverhältnisse)].   Landeskirchliches Archiv Stuttgart. ca. 1924–1966.   Signatur: A 129.
- Bestand: Ortsakten [mit Visitationsberichten].   Landeskirchliches Archiv Stuttgart. ca. 1967–1989.   Signatur: A 229.
- Archivgut: Dekanatsarchive.   Landeskirchliches Archiv Stuttgart.   Signatur: F-Bestände.
- Archivgut: Pfarrarchive.   Landeskirchliches Archiv Stuttgart.   Signatur: G-Bestände.